# إدي سميث
إدي سميث (بالإنجليزية: Eddie Smith)‏ (23 مارس 1929 مرليبون المملكة المتحدة - 1 أبريل 1993) هو لاعب كرة قدم بريطاني سابق كان يلعب كمهاجم.